# Akademisches Gymnasium Wien

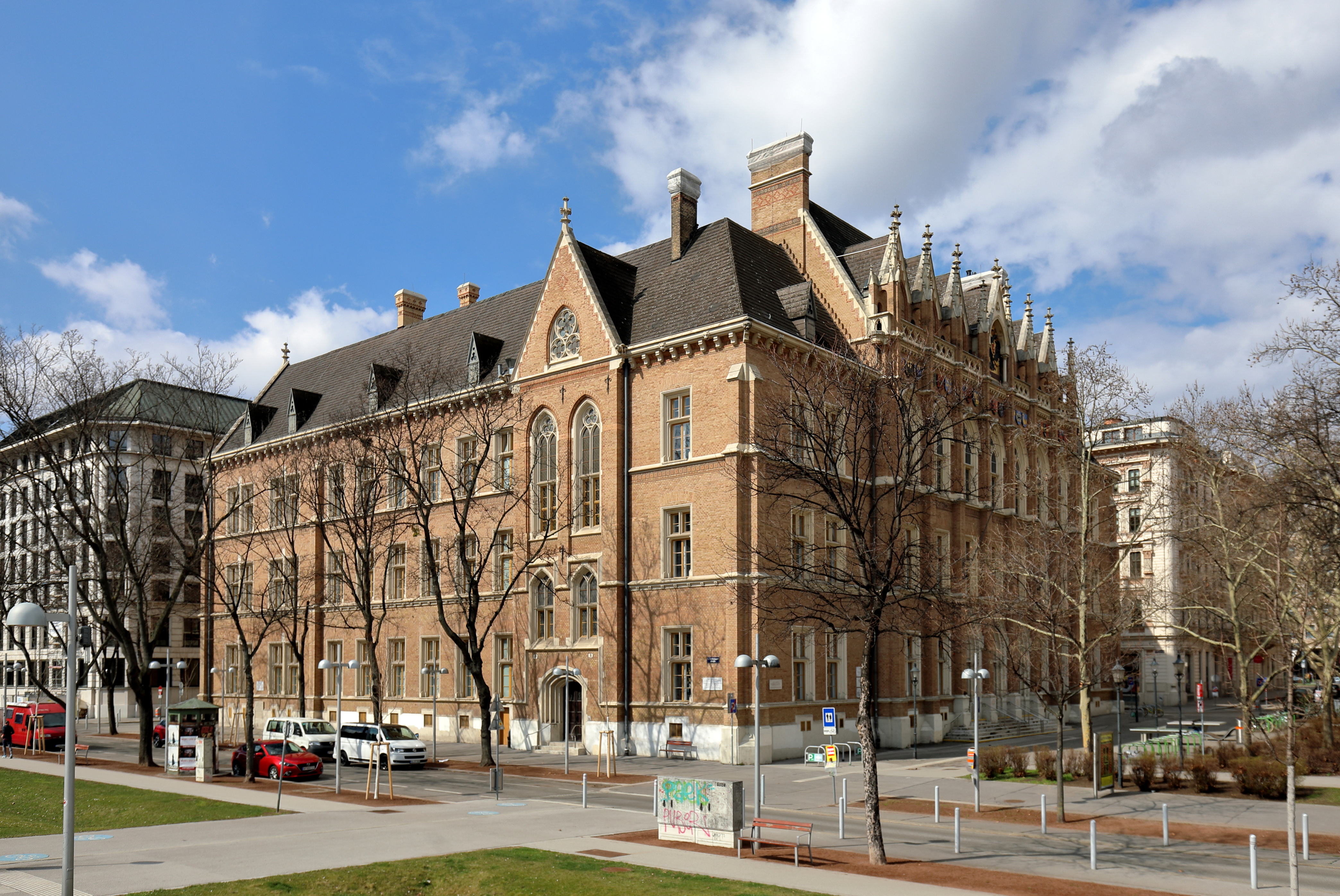
Het Akademisches Gymnasium

Het Akademisches Gymnasium in Wenen, opgericht in 1553, is de oudste middelbare school van Oostenrijk. Anno 2014 zijn er ongeveer 600 leerlingen aan het gymnasium, verdeeld over 23 klassen. Vergeleken met andere middelbare scholen in Wenen is het redelijk liberaal en het biedt een humanistische vorming aan.
In 1849 werd het curriculum hervormd tot het huidige: een achtjarige opleiding met als eindexamen het Matura. De school is een aantal keren bedreigd in haar bestaansrecht door een laag aantal leerlingen, bijvoorbeeld in 1938 toen alle Joodse leerlingen na de Anschluss de school moesten verlaten.

## Enkele bekende leerlingen
- Paul Ehrenfest, natuur- en wiskundige
- Walter Kohn, natuurkundige, Nobelprijswinnaar in 1998 (moest de school verlaten vanwege zijn Joodse afkomst)
- Lise Meitner, natuurkundige, ontdekker kernsplitsing (mocht vanwege haar geslacht alleen het eindexamen doen)
- Erwin Schrödinger, natuurkundige, Nobelprijswinnaar in 1933
- Franz Schubert, componist